# Tipi (périodique)
Pour la tente amérindienne, voir Tipi.
Tipi est une revue disparue de l'éditeur de petit format Aventures & Voyages qui a 78 numéros de novembre 1967 à février 1987. Trimestriel de western de 228 pages du N°1 au 10, 164 pages du N°11 au 38 puis 132 jusqu'à la fin.

## Les Séries
- Archibald (Guy Lehideux) : N° 16, 19
- Bart la foudre (Leone Cimpellin) : N° 9, 10
- Ben Hogan : N° 70, 73
- Bill Alamo (Lino Landolfi) : N° 9
- Bob Jason : N° 17, 18
- Derek : N° 61 à 69.
- Jim le solitaire (Pietro Muriana) : N° 16
- Kris le Shérif (Anguissola & Zuffi) : N° 42 à 78.
- La vallée préhistorique : N° 49, 50
- Les 4 Magnifiques : N° 6
- Les aventures de Herlock Sholmes (Jules) : N° 74 à 78
- Long Couteau de Scotland Yard (Pat Mills, John Wagner & Douglas Maxted) : N° 40, 41
- Marshall Jim (Lagana & Milone, Bruscaca, Ivo Pavone) : N° 61 à 67.
- Mawa : N° 32, 33, 35 à 38, 41 à 48.
- Pecos Bill (Guido Martina & Pier Luigi De Vita, Dino Battaglia, Raffaele Paparella, Gino D'Antonio, Francesco Gamba ou Leone Cimpellin) : N° 1 à 47, 49 à 60.
- Plume-Rouge (Mario Basari & Luigi Sorgini) : N° 70 à 75
- Silver Scout : N° 19 à 22.
- Totanka : N° 23 à 41.
- Toÿ (Michel Paul Giroud) : N° 64
- Uncas : N° 48
- Willy West (Giacotto & Luigi Merati) : N° 58
- Yankee (Michel Paul Giroud) : N° 57, 61, 65